# Fantasía (álbum de Franco De Vita)
Fantasía es el nombre del segundo álbum de estudio en solitario grabado por el cantautor ítalo-venezolano Franco De Vita. Fue lanzado al mercado bajo los sellos discográficos Philips, CBS Discos y Sonográfica el 21 de octubre de 1986. El álbum Fantasía fue producido por el propio artista y co-producido por Álvaro Falcón. El tema "Sólo importas tú" fue el tema principal de la telenovela venezolana de la extinta cadena RCTV La dama de rosa (1986-1987), protagonizada por Carlos Mata y Jeannette Rodríguez, con la cual entra su música a países como Chile, Ecuador, Perú, Bolivia entre otros. Las ventas de este disco fueron superiores a su trabajo anterior, el álbum vendió más de 650 mil unidades.

## Lista de canciones
1. Fantasía
2. Aquí estás otra vez
3. Cómo quedo yo
4. Descansa tu amor en mí
5. Frívola
6. No hace falta decirlo
7. Descúbreme
8. Lo que espero de ti
9. Mi buen amigo
10. Solo importas tú

- Todos los temas por Franco De Vita

## Músicos
- Voces y teclado: Franco de Vita
- Guitarra: Álvaro Falcón
- Bajo: Luis Emilio Mauri
- Batería: Pedro Rodríguez

## Músicos invitados
- Programador de Tambores: Ignacio Angulo
- Teclado y secuencias: Miguel Arias
- Sólo de Oboe: Lido Guarnieri
- Solos de saxofón: Nelson Rangel
- Trompeta: Gustavo Aranguren
- Percusión: Carlos «Nené» Quintero
- Percusión: Iván Marcano (track 1A)
- Violonchelo: André Poulet
- Violines: Carmelo Russo
- Coros: Pedro Rodríguez, Álvaro Falcón, Wolfgang Vivas, Luis Emilio Mauri y Franco de Vita.

- Datos: Q4135538